# Cladispa
Cladispa is een geslacht van kevers uit de familie bladkevers (Chrysomelidae).
De wetenschappelijke naam van het geslacht werd in 1858 gepubliceerd door Joseph Sugar Baly.

## Soorten
- Cladispa quadrimaculata Baly, 1858